# Samsung Securities Cup 2003
La Samsung Securities Cup 2003 è stato un torneo di tennis facente parte della categoria ATP Challenger Series nell'ambito dell'ATP Challenger Series 2003. Il torneo si è giocato a Seul in Corea del Sud dal 6 settembre 2003 su campi in cemento.

## Vincitori

### Singolare
Hyung-Taik Lee ha battuto in finale  Dennis van Scheppingen con il punteggio di 6–3, 6–3

### Doppio
Alex Kim /  Hyung-Taik Lee hanno battuto in finale  Alex Bogomolov Jr. /  Jeff Salzenstein con il punteggio di 1–6, 6–1, 6–4